# Gare de Mikage (Hankyu)
Pour les articles homonymes, voir Gare de Mikage.
La gare de Mikage (御影駅, Mikage-eki) est une gare ferroviaire de la ville de Kobe, dans la préfecture de Hyōgo au Japon. Elle est gérée par la compagnie Hankyu.

## Situation ferroviaire
La gare de Mikage est située au point kilométrique (PK) 25,6 de la ligne Hankyu Kobe.

## Histoire
La gare a ouvert le 16 juillet 1920.

## Service des voyageurs

### Accueil
La gare est située sous les voies qui sont surélevées. Elle est ouverte tous les jours.

### Desserte
- Ligne Kobe :
  - voie 1 : direction Kobe-Sannomiya et Shinkaichi
  - voie 2 : direction Jūsō et Osaka-Umeda